# Эльдерс, Мостафа
Мостафа Али Эльсайед Габр Эльдерc (араб. مصطفى علي السيد جبر‎; 12 декабря 1998) — египетский борец вольного стиля, победитель Африканских игр, победитель чемпионатов Африки.

## Карьера
В марте 2024 года в Александрии на квалификационном турнире Африки и Океании ему удалось завоевать лицензию на Олимпийские игры в Париже. 10 августа 2024 года в Париже на Олимпийских играх в 1/8 финала проиграл Алишеру Ергали из Казахстана, заняв 12 место в итоговом протоколе.

## Достижения
- Чемпионат арабских стран по борьбе 2018 — ;
- Чемпионат арабских стран по борьбе 2019 — ;
- Чемпионат арабских стран по борьбе 2021 — ;
- Чемпионат Африки по борьбе 2022 — ;
- Чемпионат арабских стран по борьбе 2022 — ;
- Чемпионат Африки по борьбе 2023 — ;
- Африканские игры 2023 — ;